# Сыктывкар (поезд)
Сыктывка́р — скорый фирменный пассажирский поезд № 33/34, курсировавший по маршруту Сыктывкар — Москва — Сыктывкар с 2006 по 2021 год. Состав поезда включал в себя вагоны повышенной комфортности, в стоимость билета включались дополнительные услуги. Обслуживали такие вагоны наиболее квалифицированные проводники сыктывкарского резерва проводников. В составе поезда курсировал вагон-ресторан.
С 12 декабря 2021 года группа беспересадочных вагонов до Москвы курсирует в составе фирменного поезда 22/21 Москва — Лабытнанги/Сыктывкар — Москва. Состав идет с нумерацией 33Я/34Ч между станциями Сыктывкар и Микунь.

## История
Решение о запуске фирменного поезда было принято в 2006 году. В том же году был получен Сертификат соответствия и Лицензия на применение знака соответствия на предоставление услуг в фирменном скором поезде Сыктывкар — Москва. Все вагоны состава были оформлены в едином стиле: тёмно-зелёного цвета с надписью «Сыктывкар» над окнами. 
С 2010 года вагоны стали заменяться на новые, окрашенные в корпоративные цвета ОАО «Российские железные дороги».
В 2021 году в рамках оптимизации маршрут Сыктывкар — Москва перестал обслуживаться сыктывкарским резервом проводников, было изменено расписание движения поезда, он стал курсировать в составе двухгруппного поезда 22/21 Москва - Лабытнанги/Сыктывкар периодичностью через день.